# Route 205 (Oregon)
Pour les articles homonymes, voir Route 205.
La route 205 de l'Oregon (OR 205) est une route nationale de l'Oregon, qui part de l'OR 78 près de Burns, et va jusqu'à Roaring Springs Ranch. L'OR 205 est aussi connue sous le nom de Frenchglen Highway n°440. C'est une route de 73,35 milles (118,0453824 km) de long, et qui s'étend du nord au sud, entièrement dans le comté de Harney. L'autoroute a également été désignée High Desert Discovery Scenic Byway par le Bureau of Land Management. Une partie de l'OR 205 est également utilisé dans le Steens Mountain Back Country Byway, une route en boucle autour des Steens Mountain .

## Description de l'itinéraire
L'OR 205 commence à une intersection avec l'OR 78 à environ un mille à l'est de Burns. Elle se dirige vers le sud, traversant le refuge faunique national de Malheur plusieurs fois, à travers Frenchglen, jusqu'au Roaring Springs Ranch, où elle se termine. La route goudronnée continue à travers le comté de Harney jusqu'à la frontière du Nevada.

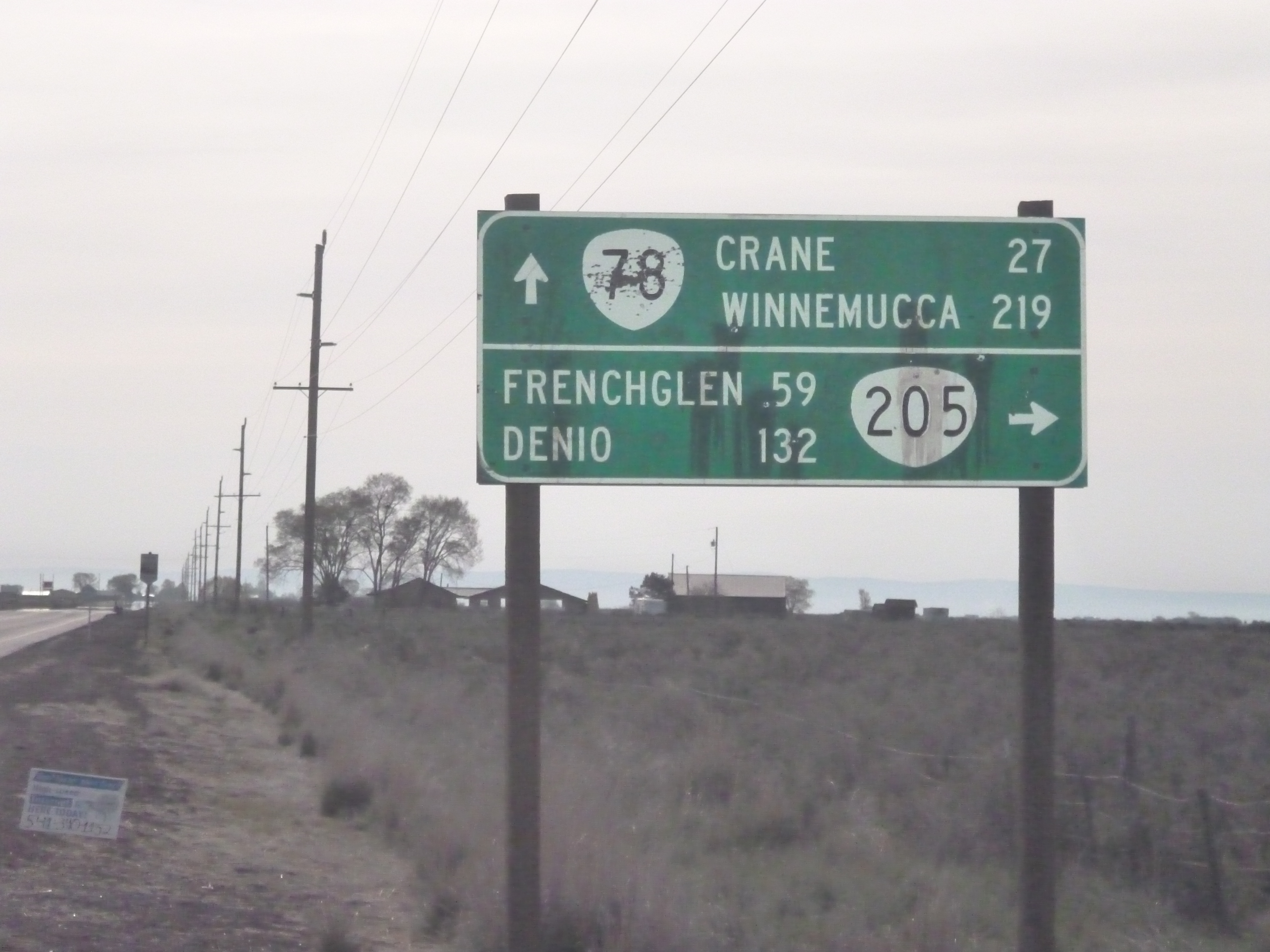
Intersection de l'OU 78 et de l'OU 205

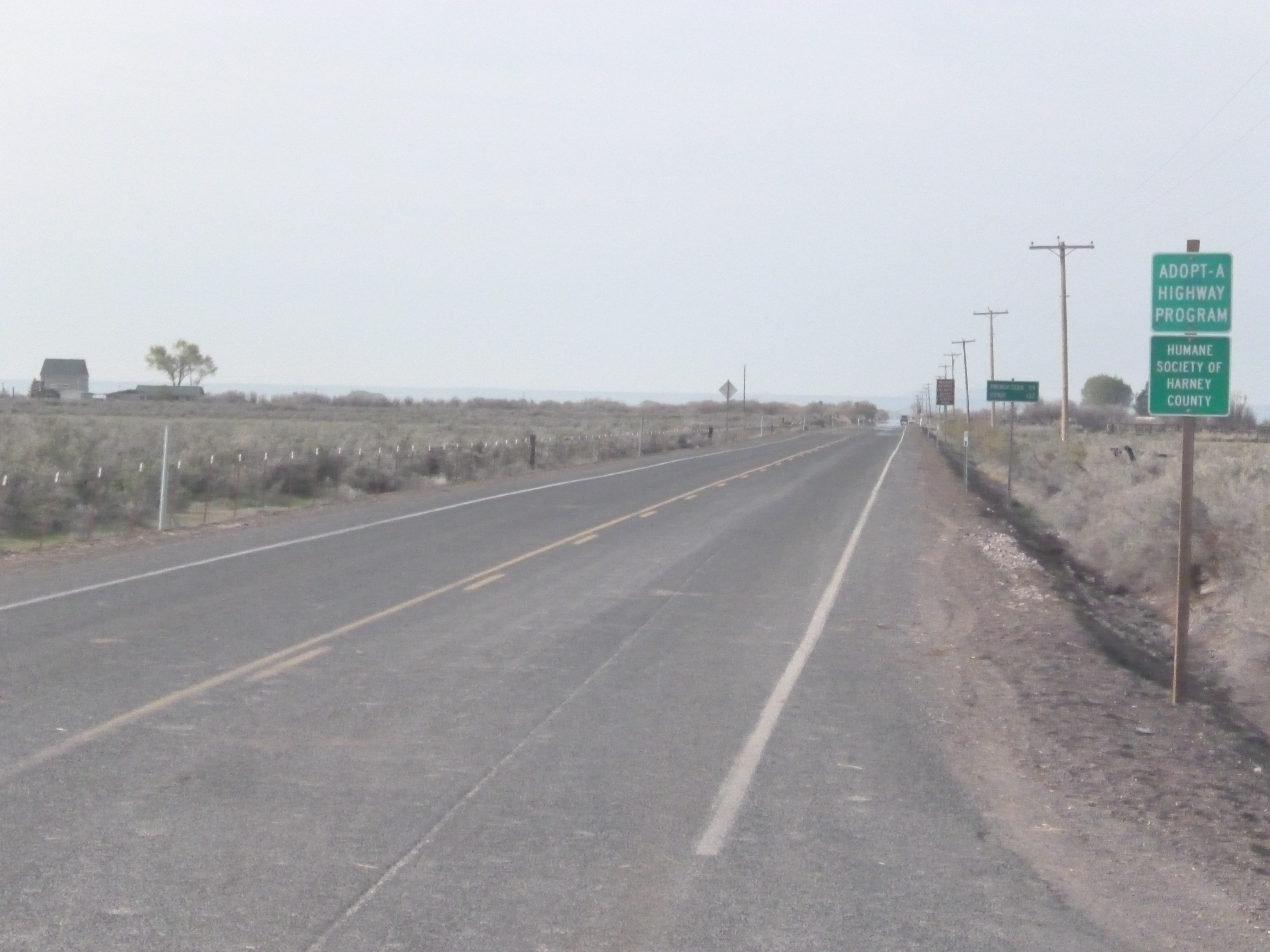
Extrémité nord de la OR 205

## Principales intersections
La route est entièrement située dans le Comté de Harney.